# Stoib
Stoib ist ein Gemeindeteil von Miesbach auf der Gemarkung Wies im oberbayerischen Landkreis Miesbach.

## Ortsbeschreibung
Der Weiler Stoib liegt 1,5 km südwestlich des Bahnhofsplatzes von Miesbach.
Folgende Gebäude sind in die Liste der Baudenkmäler in Miesbach eingetragen:
| Bild | Lage     | Objekt                              | Beschreibung | Akten-Nr.      |
| ---- | -------- | ----------------------------------- | --- | -------------- |
| ·    | Stoib 25 | Einfirsthof                         | Dreigeschossiger Flachsatteldachbau mit Blockbau-Obergeschoss von 1788, zweiter Blockbau-Oberstock von 1912, Wirtschaftsteil 1912                                                             | D-1-82-125-119 |
|      | Stoib 25 | Getreidekasten                      | Zweigeschossiger Blockbau, 16. Jahrhundert, überbaut durch Schupfen des 18. Jahrhunderts, östliche Holzblockwand im späteren 18. Jahrhundert verputzt, zum Teil bemalt, mit Fenstern versehen | D-1-82-125-120 |
| ·    | Stoib 25 | Hofkapelle, sogenannte Stoibkapelle | Gemauerter Satteldachbau, 1883 erbaut, im Kern 18. Jahrhundert; mit Ausstattung | D-1-82-125-121 |

## Bevölkerungsentwicklung
Um 1887 lebten in Stoib 19 Einwohner. Im Mai 1987 gab es dort neun Einwohner in zwei Wohngebäuden.
| Jahr      | 1871 | 1925 | 1950 | 1970 | 1987 |
| Einwohner | 19   | 16   | 21   | 11   | 9    |